# Het martelaarschap van de heilige Erasmus (Dirk Bouts)
Het martelaarschap van de heilige Erasmus is een altaarstuk uit het midden van de 15e eeuw, geschilderd door Dirk Bouts. Het is, naast Het Laatste Avondmaal, een tweede hoofdwerk van hem dat zich in de Sint-Pieterskerk in Leuven bevindt. Het is bekend dat de Broederschap van het Heilig Sacrament het werk zeker in 1535 in zijn bezit had, maar het is niet zeker of zij de opdracht ertoe gegeven hebben. De triptiek is waarschijnlijk vervaardigd voor 1464, wat het ouder maakt dan Bouts' Laatste Avondmaal.  

## Beschrijving
Op de triptiek staat de marteldood van de heilige Erasmus afgebeeld. Hij was de beschermheilige van de schippers en in de Nederlanden met name van de Oostzeevaarders. Zijn attribuut was de kaapstander, een lier waarop de ankerkettingen werden opgerold.
Voor de Erasmus-triptiek gebruikte historicus Huizinga de term 'dermwinderken', omdat het middenpaneel laat zien hoe volgens de legende de darmen van de Heilige Erasmus met behulp van een windas uit zijn lichaam werden getrokken. Hierdoor werd hij vanaf de vijftiende eeuw ook aangeroepen tegen maagziekten. Erasmus ondergaat dit zonder enige emotie te verraden; de beulen volvoeren met ernstig gelaat hun plicht en keizer Diocletianus en zijn drie metgezellen, die het gebeuren bijwonen, lijken in een even meditatieve staat ter verkeren als de heiligen op de zijpanelen.
Op de zijpanelen staan twee personen afgebeeld: op het linker staat de kerkvader Hiëronymus afgebeeld en op het rechter Bernardus van Clairvaux, de stichter van de Cisterciënzenorde. Zij zijn afgebeeld met respectievelijk een leeuw, die Hiëronymus van een doorn in zijn poot had verlost, en een duivel, die aan de voeten van Bernardus ligt en symbool is voor de kwellingen waartegen de heilige zich heeft verzet. Het is onduidelijk waarom deze heiligen hier zijn afgebeeld, want ze hebben nagenoeg geen link met het onderwerp van het centrale paneel. Niettemin zijn ze met de andere figuren in één, over de panelen doorlopend, landschap samengebracht.
In plaats van de vertellende aspecten en de gruwelijkheid van de legende van de Heilige Erasmus naar voren te brengen, was Bouts eropuit om de heiligheid van Erasmus, Hiëronymus en Bernardus te benadrukken en hen te presenteren als beschermers en als objecten van devotie. Sommigen zien in de afbeelding van de drie heiligen een eerbetuiging aan de drie vormen van heiligheid: Erasmus, de martelaar, Hieronymus, de geleerde, en Bernardus, de mysticus.